# 圖爾庫爾山
48°7′26″N 24°31′52″E / 48.12389°N 24.53111°E

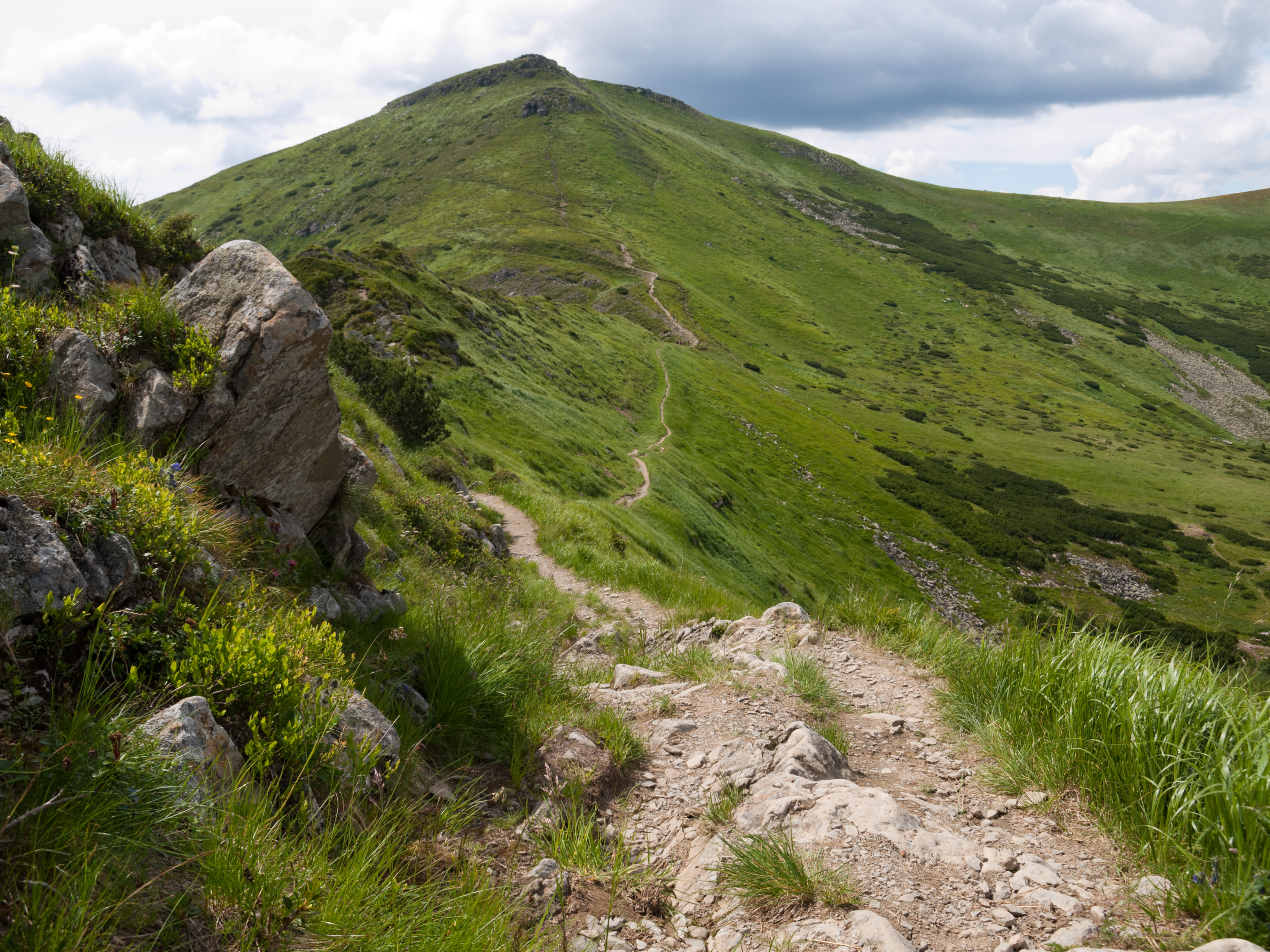

圖爾庫爾山是烏克蘭的山峰，位於該國西部，處於伊萬諾-弗蘭科夫斯克州和外喀爾巴阡州接壤的邊界，屬於喬爾諾戈拉山脈的一部分，海拔高度1,933米。